# جویس گیراود
جویس ماری گیراود موجیکا (به انگلیسی: Joyce Giraud) (متولد ۴ آوریل ۱۹۷۵)، او با نام دیگر جویس گیراود دی اوهوون نیز شناخته می‌شود، بازیگر، مدل، نیکوکار، تهیه‌کننده فیلم و تلویزیون در پورتوریکو است. در سال ۱۹۹۸ میلادی، او به عنوان برگزیده میس ورد از پورتوریکو برگزیده شد و تاج را بر سر نهاد، و در ۱۹۹۸ میلای او بعنوان بانوی جهان برگزیده شد (میس ورد). او از آن زمان به عنوان بازیگر در تلویزیون و فیلم ظاهر شده‌است. او از سال ۲۰۱۳ برای چهار فصل پیاپی بعنوان یک خانم خانه‌دار در سریال خانه داران واقعی بورلی هیلز شرکت دارد.

## سنین جوانی و تحصیلات
او در پورتوریکو متولد شد. پس از فارغ‌التحصیلی در سن ۱۶ سالگی، شروع به مدلینگ نمود و در دانشگاه آمریکایی پورتوریکو پذیرفته شد، در آنجا دو درجه لیسانس هنر را تا سن ۱۹ سالگی به پایان رساند. یکی در کار اجتماعی و دیگری در آموزش ویژه. وی پس از فارغ‌التحصیلی با کودکان محروم و ساکنان عمومی پورتوریکو کار کرد.

## حرفه
او برای کمک به مادرش در پرداخت هزینه‌های تحصیل در دانشگاه، کار بعنوان مدل را آغاز کرد و به یکی از مدل‌های برتر پورتوریکو تبدیل شد. وی در بسیاری از مبارزات ملی و بین‌المللی ظاهر شده‌است. او گفته‌است که هنگام کار در رستوران KFC کشف شده‌است.
پس از برنده شدن در میس ورد پورتوریکو متوجه عشق خود به بازیگری شد، هنگامی که کارگردان ویسنته کاسترو او را به عنوان نقش اول فیلم خود (Coralito Tiene Dos Maridos)، بازسازی Dona Flor و Sus Dos Maridos از سونیا براگا انتخاب نمود. او چنان نقدهای بسیار خوبی را دریافت کرد که اشتیاق دیگری در زندگی پیدا کرد. پس از انجام بسیاری از نقش‌های کوچک در مادری پورتوریکو، وی به میامی، فلوریدا نقل مکان کرد و در آنجا حرفهٔ مدلینگ را ادامه داد. در سال ۲۰۰۱ میلادی، پس از اینکه جستجوی ستارگان در میان مدل‌ها راه اندازی شد تصمیم گرفت به لس آنجلس نقل مکان کند و در فیلم‌ها و برنامه‌های تلویزیونی متعددی که از آنها دعوت نامه دریافت کرده بود بازی کند.
به عنوان تهیه‌کننده، مدیر اجرایی او فیلم <i id="mwRQ">Shadow People</i> و همچنین نمایش تلویزیونی Siberia را تهیه کرد و براساس پرفروش‌ترین رمان، در فیلم آینده Back Rads (جاده‌های برگشت)، به عنوان تهیه‌کننده اعتبار کسب نمود. در سال ۲۰۱۲ میلادی، او مسابقات سالانه و بین‌المللی ملکه زیبایی جهان را راه اندازی نمود، که از درآمد آن برنامه‌های بنیاد یونسکو برای کودکان نیازمند بهره می‌برد. از آن زمان او این رویداد سالانه را تهیه و کارگردانی کرده‌است. در سال ۲۰۱۴، گیراود با همکاری بنیاد YOU برای کودکان نیازمند، مدرسه ای در سنگال آفریقا ساخت.
در ۲۰۱۴ میلادی او در نمایش اسپانیایی زبان ریکا، فاموسا، لاتینا ایفای نقش نمود و همچنین به عنوان تهیه‌کننده اجرایی آن فعالیت می‌کند. در سال ۲۰۱۵ برنامه نمایش گفتگوی ویژه خود به نام ریکا لا نوچه را ایجاد کرد، که به عنوان گوینده میزبان و تهیه‌کننده اجرایی فعالیت می‌کرد.

## مدلینگ
گیراود یکی از معدود سوپر مدل‌های پورتوریکو بوده‌است که تصویرش برجلد مجله‌های متعددی و در مبارزات بین‌المللی به نمایش درآمده است.
در دوران ابتدای فعالیتش، در چندین مسابقه زیبایی شرکت کرد و چندین بار صاحب عنوان شد، و به عنوان میس یونورس در سال ۱۹۹۸ برگزیده شد. او دو بار ملکه زیبایی پورتوریکو شد و پیش از آن در ملکه زیبایی جهان سال ۱۹۹۴ نماینده پورتوریکو بود. او برنده جایزه دوشیزه دنیا پورتوریکو در سال ۱۹۹۴ با عناوین زیباترین‌مو، زیباترین لبخند شد. زیباترین چهره و بهترین مدل روی صحنه شد. او بعدها نماینده پورتوریکو در ملکه بین‌المللی آتلانتیک در اسپانیا بود و به عنوان ملکه آتلانتیک ۱۹۹۵ انتخاب شد. در سال ۱۹۹۷، وی نماینده پورتوریکو در Miss Venus International در جکسونویل، فلوریدا بود و برنده شد. در سال ۱۹۹۸، او عنوان Miss Aguas Buenas را بدست آورد و سپس به عنوان بانوی جهانی پورتوریکو تاج را بدست آورد. او همچنین موفق به کسب عناوین زیباترین مو، زیباترین چهره، بهترین بدن و جایزه Miss Photogenic شد.
او به سبب رسوایی که به دلیل درز برخی از عکس‌های سکسی مدلینگش، تقریباً افول کرده بود، او توسط دونالد ترامپ انتخاب شد تا در بخش ملکه زیبایی جهان سال ۱۹۹۸ در هاوایی رقابت کند، جایی که او محبوب عموم شد و کسب عنوان دوم مسابقه وروسکا به پایان رسید.
در سال ۲۰۰۰، گیراود به تنها الگوی شکست ناپذیر در برنامه جستجوی ستاره از میان مدلها (Stardom) در هونولولو، هاوایی تبدیل شد.

## زندگی شخصی
گیراود با مایکل اوهوون تهیه‌کننده اسکار آکادمی ازدواج کرده‌است. آنها دو فرزند دارند، لئوناردو الکساندر مایکل ماریو بنجامین گیراود د اوهوون (متولد ۲۰۱۰) و مایکل والنتینو ماریو آرتور بنجامین گیراود د اوهوون (متولد ۲۰۱۱).

## سوابق سینمایی

### فیلم و تلویزیون
| سال       | عنوان                       | نقش                      | یادداشت                 |
| --------- | --------------------------- | ------------------------ | ----------------------- |
| ۱۹۹۹      | فینالیست اول                |                          |                         |
| ۱۹۹۹      | کارلیتو دو همسر دارد        | کارلیتو                  |                         |
| ۲۰۰۰      | بیوچ                        | راشل                     | ۱ قسمت: "دختر رویایی"   |
| ۲۰۰۰      | عزیزم، ماشین من کجاست؟      | دوست دختر فابیو          | بی‌اعتبار                |
| ۲۰۰۰      | جسورانه و زیبا              | مدل طیف                  | ۲ قسمت                  |
| ۲۰۰۲      | تلویزیون ویوا               | خودش                     | مهمان مشترک             |
| ۲۰۰۳      | کارآگاهان دیوا              | خودش                     |                         |
| ۲۰۰۴      | دوشیزه گمشده و دختران جزیره | جولی                     | فیلم تلویزیونی          |
| ۲۰۰۴      | اژدها لاتین                 | کلودیا سانچز             |                         |
| ۲۰۰۵      | زندگی سوئیت زاک و کودی      | اورسولا                  | ۱ قسمت: "طبقه همکف ۲۳"  |
| ۲۰۰۵      | جوی                         | ماریا                    | ۱ قسمت: "جوی و ESL"     |
| ۲۰۰۶      | سرقت                        | فرشته                    | ۲ قسمت                  |
| ۲۰۰۶      | قاتل                        | استرلا                   | فیلم تلویزیونی          |
| ۲۰۰۷–۲۰۱۲ | خانه پین                    | فرشته                    | ۲۹ قسمت                 |
| ۲۰۱۱      | دختری با خال کوبی اژدها     | خبرنگار تلویزیون اسپانیا |                         |
| ۲۰۱۳      | سیبری                       | کارولینا / جویس          | ۱۱ قسمت؛ طراح لباس      |
| ۲۰۱۳      | سین لومیتس                  | خودش                     | ۱ قسمت: "ADD / ADHD"    |
| ۲۰۱۳–۲۰۱۶ | قوانین پمپ پرتاب            | خودش                     | ۴ قسمت                  |
| ۲۰۱۳–۲۰۱۴ | خانه داران واقعی بورلی هیلز | خودش                     | ۲۴ قسمت                 |
| ۲۰۱۵      | آشپزخانه جهنم               | خودش / حامی رستوران      | قسمت: "۱۸ سرآشپز رقابت" |
| ۲۰۱۵      | بابا دادز                   | لورا                     | ۱ قسمت: "خلبان"         |
| ۲۰۱۵      | ریکا لا نوچه                | خود / میزبان             | ۸ قسمت                  |
| ۲۰۱۷      | مترسک‌های ترسناک ۳           | معاون دانا لنگ           |                         |

### نماهنگ
| سال  | هنرمند  | عنوان                               |
| ---- | ------- | ----------------------------------- |
| ۲۰۰۰ | ۹۸ درجه | " فقط یک شب به من بده (Una Noche) " |

### تهیه‌کننده
| سال  | نام برنامه         | نقش              | یادداشت |
| ---- | ------------------ | ---------------- | ------- |
| ۲۰۱۳ | در                 | تهیه‌کننده اجرایی |         |
| ۲۰۱۵ | سیبری              | تهیه‌کننده همکار  |         |
| ۲۰۱۵ | ریکا لا نوچه       | تهیه‌کننده اجرایی |         |
| ۲۰۱۸ | ریکا فاموسا لاتینا | تهیه‌کننده اجرایی |         |
| ۲۰۱۸ | جاده فرعی          | تهیه‌کننده        |         |